# Eugénie Brazier
Eugénie Brazier (12. juni 1895 – 2. marts 1977 i Sainte-Foy-les-Lyons) var en fransk kok og den første kvinde til at opnå tre Michelinstjerner, i 1933.
Hun blev født på en gård i La Trancliere, Frankrig i 1895. Som 10-årig arbejdede hun i markerne efter hendes mor døde. Som 19-årig flyttede hun til Lyon hvor hun arbejdede som huspige, men senere arbejdede på restauranten La Mère Fillioux. Hun åbnede sin egen restaurant La Mère Brazier som 26-årig, som opnåede 3 Michelinstjerner i 1933. Senere opnåede hun igen 3 Michelinstjerner på sin anden restaurant, Col de la Luere. Hendes Michelinstjernerekord blev først indhentet af Alain Ducasse i 1998 da han fik tildelt 3 stjerner for anden gang.